# Jacob Niclas Tersmeden
Jacob Niclas Tersmeden, född 18 november 1745 på Norns bruk i Hedemora, död 26 januari 1822 på Hinseberg, var en svensk brukspatron och riksdagsman som företrädde ridderskapet och adeln.

## Biografi

### Tidiga år
Jacob Niclas Tersmeden var son till brukspatronen Jakob Tersmeden den yngre och Magdalena Elisabeth Söderhielm. Familjen bör ha haft det tämligen gott ställt eftersom hans far var en framgångsrik bruksägare och kom därför att besitta en stor förmögenhet. Förklaring till familjen Tersmedens stora ekonomiska framgångar kan härledas till de lysande konjunkturerna för järnexport. Tersmeden skickades sedan iväg för att studera vid Uppsala universitet 1757. Efter avslutade studier blev han auskultant i bergskollegium 1763.

### Karriär
Efter avslutade studier och auskultantsuppdrag i bergskollegium köpte han år 1793 Hinseberg, Frövi järnbruk, Kägleholm och Medinge för "tre tunnor guld." Köpet av de olika egendomarna finansierades av dennes arv från modern Elisabeth Söderhielm jämte makan Hedvig Wegelins förmögenhet.
Tersmeden uppförde Hinsebergs herrgård, en herrgårdsbyggnad om 50 rum i italiensk renässansstil som ritades av Johan Gustaf Forsgren, och  färdigställdes 1803.
Tersmeden hade en politisk karriär under slutet av 1700-talet och början av 1800-talet, ett politiskt engagemang som kom att fortgå i åtminstone 20 år. Anteckningar från hans tid som politiker finns bevarade på Riksarkivet i Marieberg, dessa anteckningar tillskrivs tidsperioden 1786 till 1807.

### Familj och eftermäle

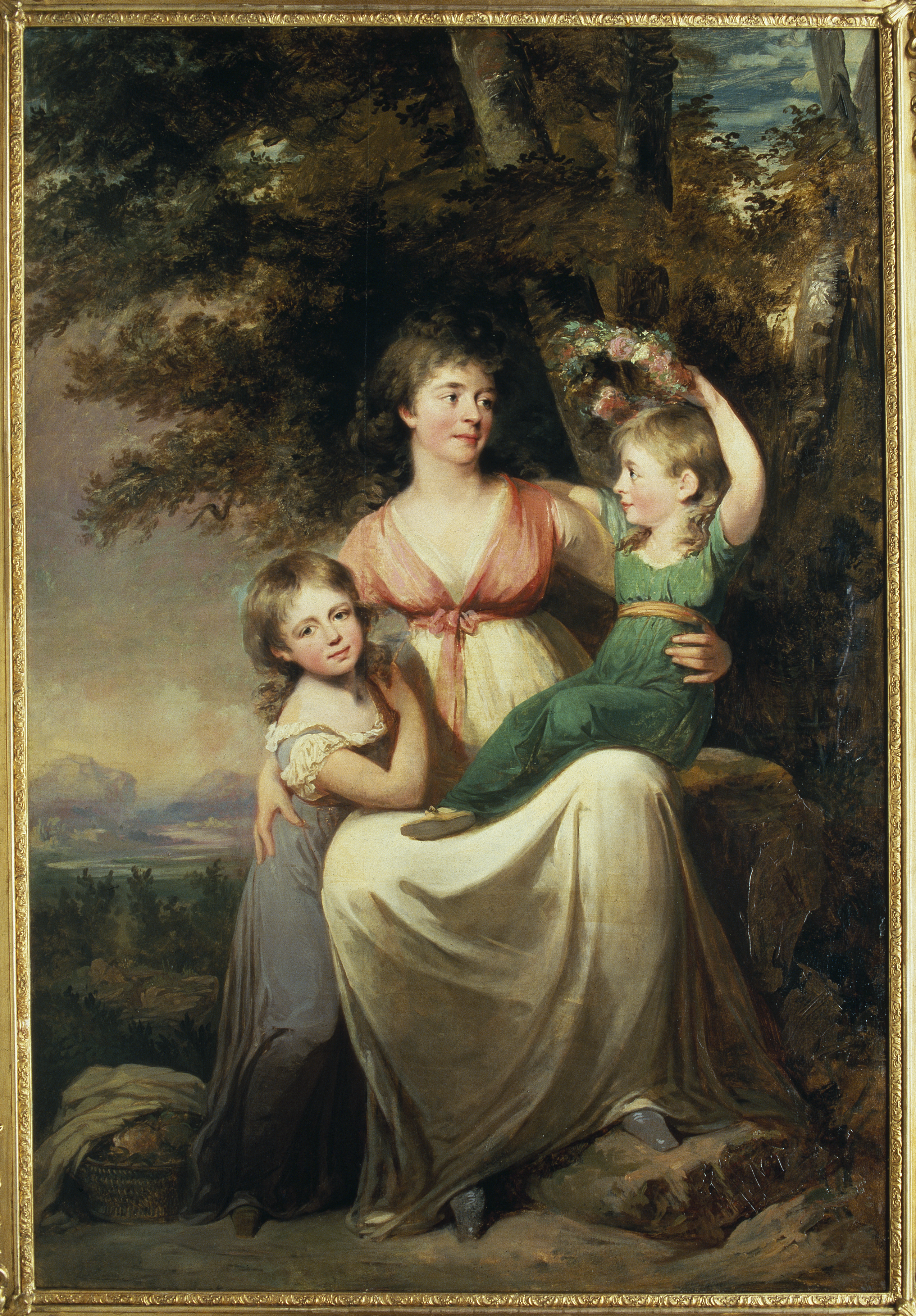
Jacob Niclas Tersmedens maka Hedvig Wegelin tillsammans med deras gemensamma döttrar Hedvig och Maria.

Tersmeden gifte sig med Hedvig Wegelin 1783, dotter till brukspatron Johan Wegelin och Hedvig Schméer, och fick med henne fyra barn, däribland två döttrar, nämligen Hedvig Tersmeden (1790–1868), gift med majoren Gustaf Adolf af Flodin av adelsätten af Flodin, och Maria Tersmeden (1792–1869), gift med brukspatronen Jakob Gahn. Söner var Carl Reinhold Tersmeden och Jacob Johan Tersmeden. Genom den sistnämnda är Jacob Niclas en gemensam ana för prinsessan Augusta av Eulenburg, arvprinsessan Sophie av Bayern, prins Joseph Wenzel av Liechtenstein och hertiginnan Rosita Spencer-Churchill av Marlborough.